# Egér a Holdon
Egér a Holdon, eredeti címe The Mouse on the Moon, 1963-ban bemutatott brit (angol) színes filmvígjáték, Richard Lester rendezésében, az 1959-es Ordító egér c. film cselekményének igen laza folytatása, a nagyhatalmak között folyó hidegháborús űrverseny paródiája. Peter Sellers 1959-es egyszemélyes alakításait itt Margaret Rutherford, Bernard Cribbins és Terry-Thomas játssza el. Kokintz professzor szerepét ebben a filmben is David Kossoff alakítja.

## Cselekmény
Az ordító egér történetéből megismert aprócska Nagy-Fenwick Hercegséget pénzügyi összeomlás fenyegeti, amikor a miniállam egyetlen exportcikke, a Fenwick Grand Rouge vörösbor érthetetlen okokból elkezd felrobbanni a fogyasztók kezében. Kokintz professzor (David Kossoff), a Quark-bomba feltalálója is hiába vizsgálja a bort, nem jön rá a megoldásra. Az Egyesült Államok kitiltja piacáról a fenwicki vörösbort. Rupert „Bobo” Mountjoy herceg-miniszterelnök (Ron Moody) a turizmus fejlesztésének ürügyén saját fürdőszobájába akarja bevezetni a melegvizet. Ehhez nagy összegű kölcsönért folyamodik az Egyesült Államokhoz, hivatalos indokként a nagy-fenwicki űrkutatás fejlesztését adja meg: a hercegség azzal kíván belépni a nagyhatalmak sorába, hogy embert küld a Holdra. Mountjoy arra számít, hogy az USA állandóan arról papol, hogy az űrkutatást nemzetközi összefogással kell végezni. A kis hercegség bizonyára nem fog tudni rakétát indítani a Holdra, nem fogja veszélyeztetni az USA elsőségét, viszont olcsó propagandalehetőséget biztosít „nemzetközi együttműködés” üres szólamához.
Az amerikai kormányzat éppen arról vitázik, hogy csak akkor küldenek embert a Holdra, ha biztonsággal vissza is tudják hozni. Nagy-Fenwick folyamodványát olvasva a miniszternek az a véleménye, hogy ilyen kis összegből egy szkafandert sem lehet vásárolni, és a hercegség bizonyára csak a melegvizet akarja bevezetni a kastélyba. De propaganda-célokból a kért összeg dupláját adja nekik, ráadásul vissza nem térítendő segélyként. Az ENSZ-közgyűlésben az amerikai küldött bejelenti, hogy jelentős segéllyel támogatja egy fejlődő ország űrkutatását.
Mountjoy herceg-miniszterelnök rezidenciáját tiltakozó tömeg veszi körül, lemondását követelik. A miniszterelnök megkapja a jó hírt az amerikai segély érkezéséről. Hazahívja Angliából fiát, Vincentet (Bernard Cribbins), akit saját utódjául szemelt ki. Csalódással állapítja meg, hogy az angliai college rossz hatást tett Vincentre, a fiú tiszteli a fair playt és űrhajóssá akar válni. A miniszterelnök a pénzből elkezdi a melegvízhálózat kiépítését. Az elkeseredett Vincent udvarolni kezd az ellenzéki pártvezér lányának, Cynthiának (June Ritchie), aki a miniszterelnök elleni tüntetéseket szervezi. Közben megérkezik a rivális Szovjetunió ajándéka, egy kiselejtezett Vosztok űrrakéta, benne Lajka kutya ketrecével. Kokintz professzor felfedezi, hogy a robbanékony fenwicki vörösbor kiváló rakéta-hajtóanyag. A szovjet rakétát elhelyezik egy vártoronyban, Kokintz professzor látszólag ebből építi a melegvíz-kazánt, titokban azonban Vincenttel összefogva hajtóművet szerkeszt és a kilövést készíti elő.
A miniszterelnök meghívja a nagyhatalmak megbízottait egy látvány-kilövésre. Megbízza Kokintzot, hogy produkáljon valami ártalmatlan, de látványos tűzijátékot, hogy a vendégek lássák, Nagy-Fenwick rendeltetésszerűen használta fel az adományokat, és a további fejlesztésre újabb pénzeket lehessen kérni. A brit titkosszolgálat legjobb titkosügynöke, Maurice Spender (Terry-Thomas) bejut a titkos toronyba. Kokintz és Vincent leleplezik Spendert, de nem buktatják le, hanem büszkén körbevezetik és bemutatnak neki mindent. Spender jelentése és fotói alapján a brit MI-5 szakértői megállapítják, hogy az épülő gépezet nem működőképes rakéta, csak egy melegvíz-hőközpont. Ráadásul Kokint professzor a szökési sebességet sem akarja elérni, a Holdig tartó (normálisan kétnapos) repülést kényelmes tempóban három hétre tervezi, ami nyilvánvaló nonszensz. A titkosszolgálat az egész projektet megtévesztő kamunak minősíti.
Az ünnepélyes „kilövésre” érkező amerikai, szovjet és brit vezetők egyetértenek abban, hogy Nagy-Fenwick most lelepleződik, a miniállam visszaélt a nemzetközi adományokkal, végre le lehet állítani a segélyprogramokat. Mindenki meglepetésére azonban a rakéta, fedélzetén Kokintz-cal és Vincentttel szép lassan felemelkedik és eltűnik a magasban. A miniszterelnök kétségbe van esve, rádión követeli, hogy Kokintz forduljon vissza, ne tegye féltékennyé a nagyhatalmakat, így nem kapnak további pénzt, nem lesz melegvíz. Az amerikai és szovjet delegátusok egymást taposva rohannak haza, hogy három héten belül felkészítsék és kilőjék saját űrhajósaikat, hogy utolérjék és megelőzzék a lassan repülő, bormeghajtású nagy-fenwicki rakétát. Mindkét nagyhatalom űrhajózási szervezetét egy-egy volt náci német rakétaszakértő irányítja.
Útközben Vincent véletlenül rákönyököl egy kapcsolóra, emiatt a rakéta némileg felgyorsul, és a vártnál hamarabb száll le a Holdon. Kitűzik Nagy-Fenwick lobogóját és a Holdat a hercegség felségterületévé nyilvánítják. Rögtön utánuk leszáll az amerikai és a szovjet űrhajó is, a zászlókkal kiszálló űrhajósok is maguknak követelik az elsőséget. A Kokintzék kabinjában elköltött közös vacsora közben kiderül, hogy senkinek sincs rádiókapcsolata a Földdel, az elsőséget tehát az követelheti magának, aki hamarabb hazaér. Az amerikaiak és szovjetek rohannak vissza rakétájukhoz, de sietségükben összecserélik a két űrhajót, és felszállás helyett mindkettő elsüllyed a holdfelszín porában. Mind az amerikai, mind a szovjet űrhajósok Nagy-Fenwick rakétájában vendégeskedve térnek vissza. Rádiókapcsolat hiányában a Földön úgy hiszik, mindhárom űrhajó elpusztult. A rakéta pontosan akkor érkezik vissza Nagy-Fenwickbe, amikor közös gyászünnepség keretében készülnek leleplezni három ország elveszett űrhajósainak közös emlékművét, „Egyetértés a Hold körül” felirattal. Cynthia boldogan Vincent nyakába borul, a szovjet és amerikai delegátusok pedig összeverekszenek, hogy eldöntsék, kit illet az első Holdra szállás dicsősége.

## Szereposztás
| Szerep                                | Színész             | Magyar hangja (1. szinkron) | Magyar hangja (2. szinkron) |
| ------------------------------------- | ------------------- | --------------------------- | --------------------------- |
| XIII. Gloriána nagyhercegnő           | Margaret Rutherford | ?                           | Hacser Józsa                |
| Rupert „Bobo” Mountjoy miniszterelnök | Ron Moody           | ?                           | Reviczky Gábor              |
| Vincent Mountjoy, Rupert fia          | Bernard Cribbins    | ?                           | Szerémi Zoltán              |
| Kokintz professzor                    | David Kossoff       | Szabó Ottó                  | Makay Sándor                |
| Maurice Spender brit titkosügynök     | Terry-Thomas        | Tolnai Miklós               | Székhelyi József            |
| David Benter, ellenzéki vezér         | Roddy McMillan      | ?                           | Rosta Sándor                |
| Cynthia Benter, aktivista             | June Ritchie        | ?                           | Gubás Gabi                  |
| Hugh, brit delegátus                  | John Le Mesurier    | ?                           | Fülöp Zsigmond              |
| Bracewell, amerikai delegátus         | John Phillips       | ?                           | Bács Ferenc                 |
| A brit MI-5 embere                    | Eric Barker         | ?                           | Szersén Gyula               |
| Wendover, miniszteri titkár           | Tom Aldredge        | ?                           | Karácsonyi Zoltán           |
| Brit tanácsadó                        | Michael Trubshawe   | ?                           | Simon György                |
| Szovjet delegátus                     | Peter Sallis        | ?                           | Kardos Gábor                |
| Von Neidel                            | John Bluthal        | ?                           | Fodor Tamás                 |
| Simon, brit szakértő                  | Allan Cuthbertson   | ?                           | Forgács Gábor               |
| Charles                               | Robin Bailey        | ?                           | Várday Zoltán               |
| Vidéki gazdálkodó                     | John Wood           | ?                           | Végh Ferenc                 |
| Udvarhölgy                            | Lucy Griffiths      | ?                           | ?                           |
| Brit tévés hírolvasó                  | Frank Duncan        | ?                           | Korbuly Péter               |
| Narrátor hangja                       | ?                   | ?                           | Kertész Péter               |

## Érdekesség
- Spender brit szuperügynök megformálásáért Terry-Thomast 1964-ben Golden Globe-díjra jelölték. kapott.

## További információ
- Egér a Holdon a PORT.hu-n (magyarul)
- Egér a Holdon az Internetes Szinkronadatbázisban (magyarul)
- Egér a Holdon az Internet Movie Database-ben (angolul)
- Egér a Holdon a Rotten Tomatoeson (angolul)
- Egér a Holdon a Box Office Mojón (angolul)
- The Mouse on the Moon, 1963 British comedy film (angol nyelven). British Comedy Guide (comedy.co.uk). (Hozzáférés: 2021. május 11.)
- Egér a Holdon, teljes film, magyar szinkronnal. videa.hu. [2021. május 11-i dátummal az eredetiből archiválva]. (Hozzáférés: 2021. május 11.)